# Chiesa di San Biagio (Caderzone Terme)
La chiesa di San Biagio è la parrocchiale  di Caderzone Terme, in Trentino. Fa parte della zona pastorale delle Giudicarie dell'arcidiocesi di Trento e risale al XIV secolo.

## Storia

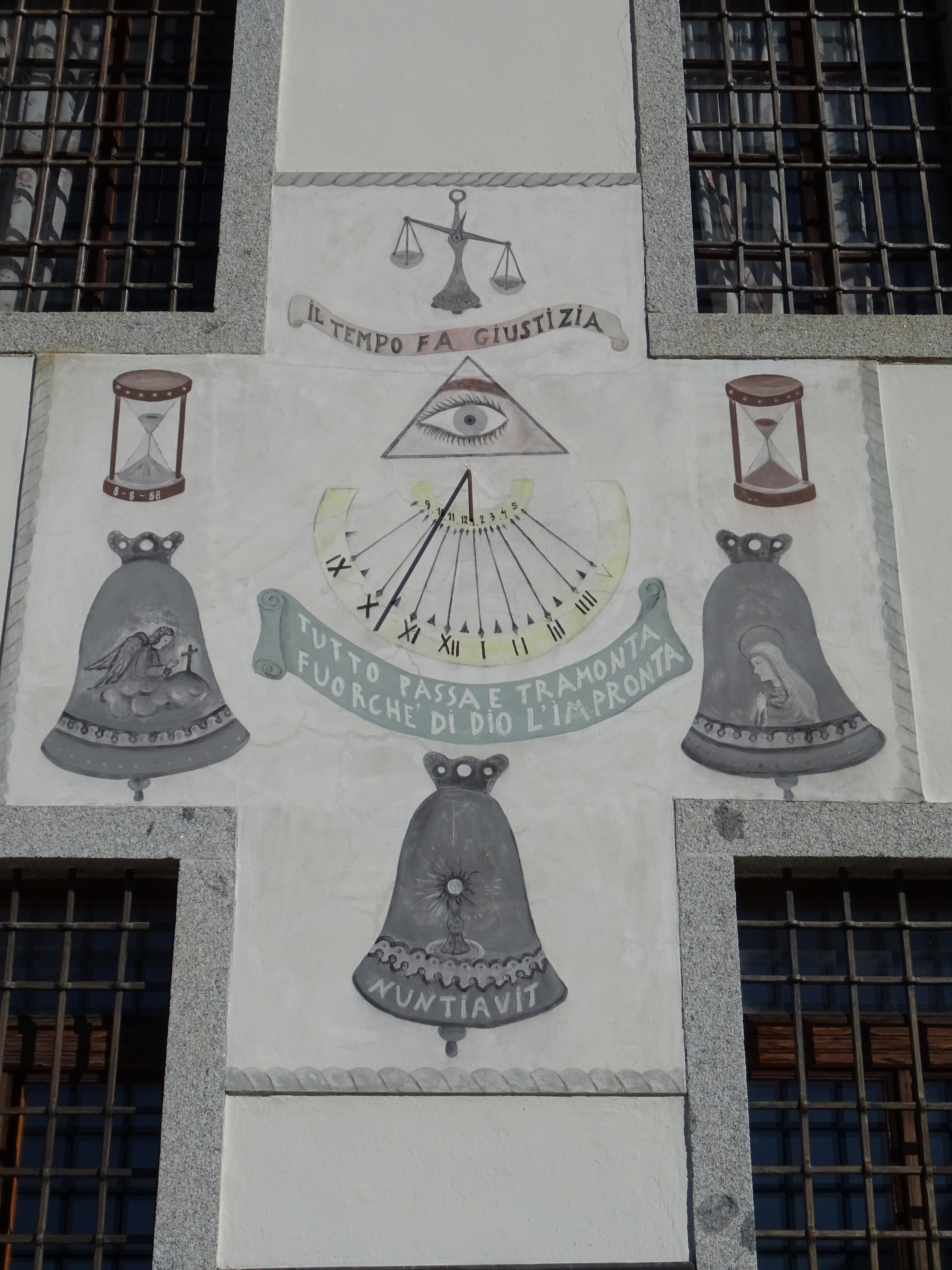
Meridiana sul lato meridionale della chiesa, affacciato sul cimitero della comunità.

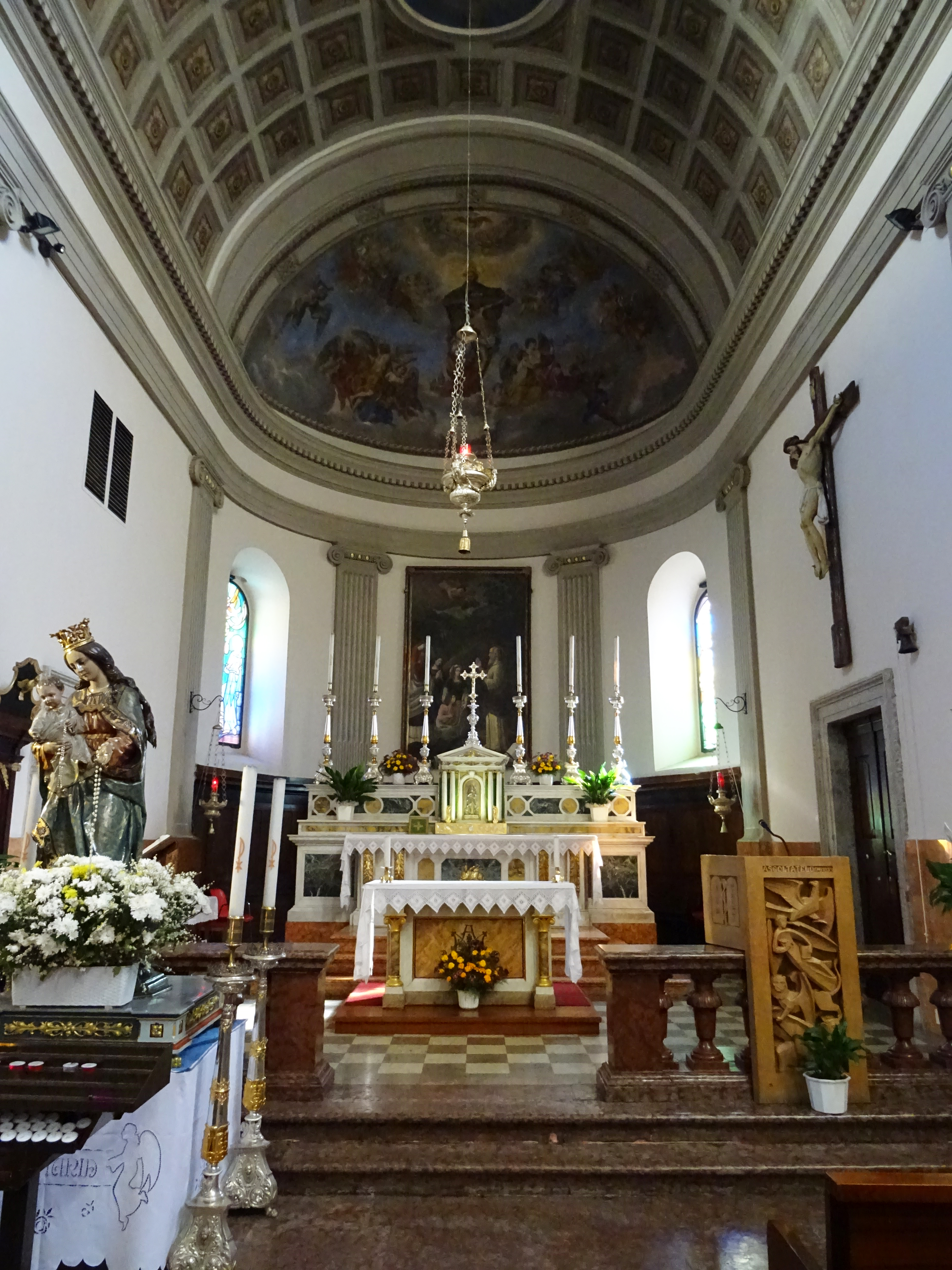
Navata e presbiterio.

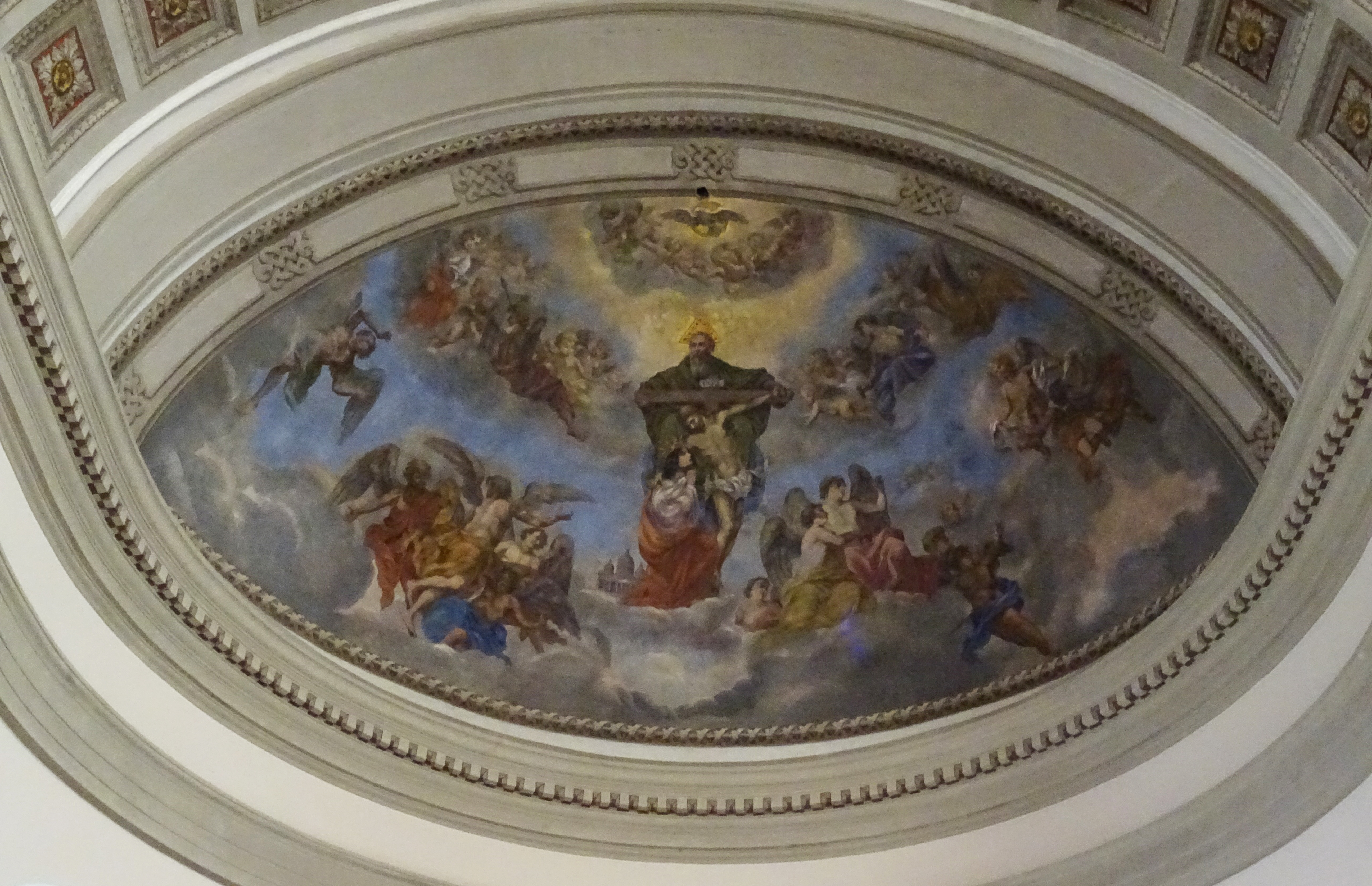
Catino absidale affrescato.

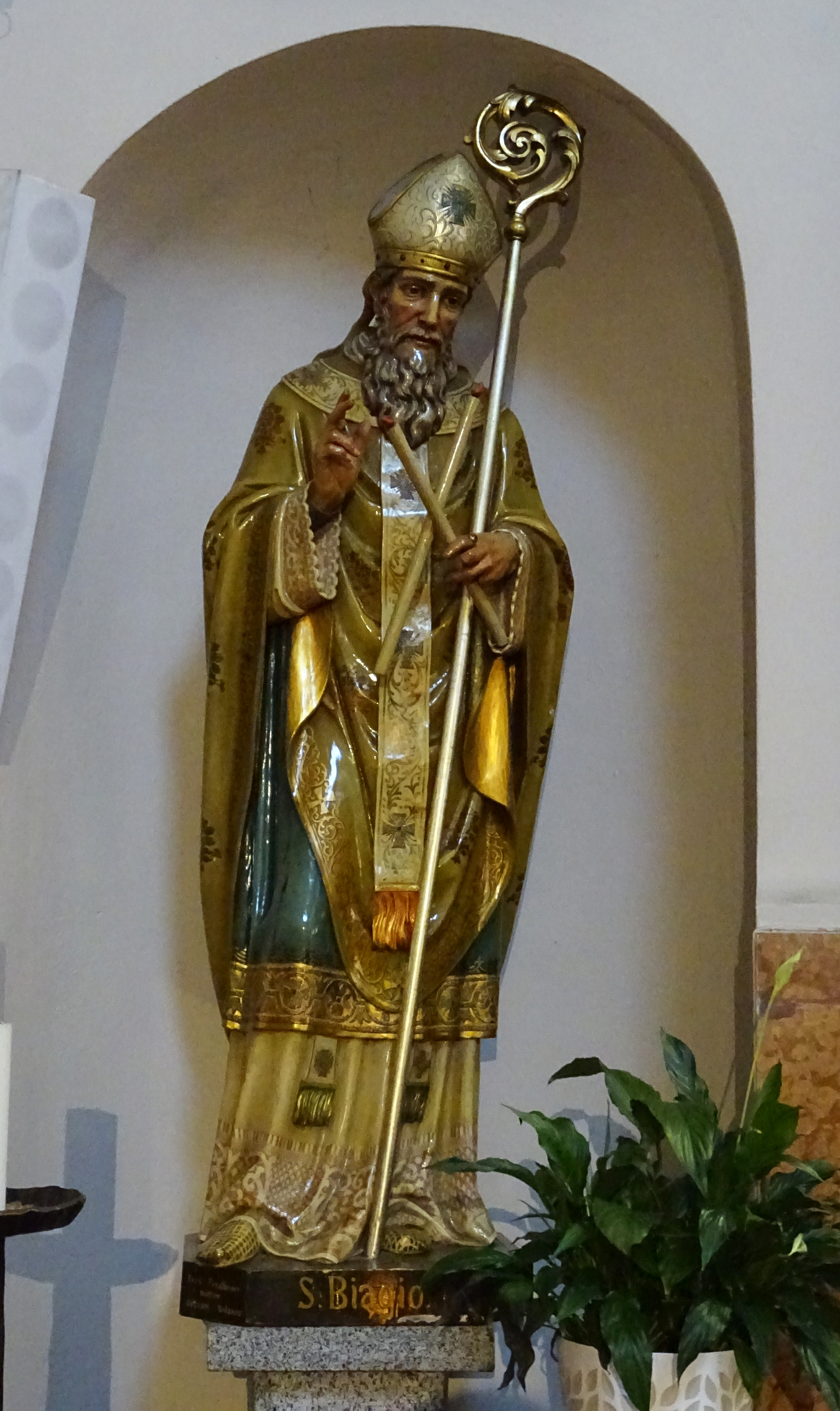
Statua raffigurante san Biagio.

La prima documentazione scritta riguardante il luogo di culto a Caderzone risale al 1361 e la sua solenne consacrazione venne celebrata nel 1454.
Attorno al 1700 venne elevata a dignità curaziale dipendente dall'antica pieve di Val Rendena, la chiesa di San Vigilio a Spiazzo.
All'inizio della seconda metà del XIX secolo si sentì l'esigenza di un edificio di maggiori dimensioni quindi la chiesa primitiva fu demolita e sullo stesso sito venne innalzato il nuovo tempio. I lavori finirono nel 1854, nello stesso anno venne benedetta e la solenne consacrazione fu celebrata dal vescovo di Trento Benedetto Riccabona de Reichenfels nel 1868.
Poco più di dieci anni più tardi la torre campanaria venne sopraelevata. Dal 1919 ebbe dignità di chiesa parrocchiale e l'anno successivo gli interni e la facciata vennero arricchiti da decorazioni murali realizzate dalla ditta Fratelli Martinenghi di Mantova.
Attorno al 1972 è stato realizzato l'adeguamento liturgico posizionando il nuovo altare postconciliare nel presbiterio e rivolto al popolo. La custodia eucaristica è stata mantenuto sull'altare maggiore storico e il nuovo ambone ligneo, posto davanti alla balaustra, è stato scolpito da Vincenzo Müssner. Anche il fonte battesimale è stato spostato in avanti, vicino all'arco santo.

## Descrizione

### Esterni
La chiesa, che ha orientamento tradizionale verso est e si trova nella parte meridionale del centro abitato, ha la facciata neoclassica tetrastila con paraste poste a reggere il grande frontone triangolare che riporta nel timpano la scritta: ET LUX IN TENEBRIS LUCET. Il portale è incorniciato, architravato e ornato da un piccolo frontone e sopra si trova il grande affresco murale raffigurante l'Assunta. La torre campanaria, che è la parte più antica dell'intera struttura, si alza sulla sinsutra, staccata dal tempio e con tronco in pietra a vista. La cella si apre con quattro finestre a monofora e la copertura apicale ha la forma di piramide a base quadrata.

### Interni
La navata interna è unica ma ampliata da quattro cappelle laterali. Il presbiterio è leggermente elevato e l'abside ha base semicircolare. Le decorazioni interne ed esterne sono opera novecentesca dei fratelli Martinenghi.
Di particolare valore anche artistico e storico è il tesoro della chiesa che raccoglie una pianeta e un velo da calice ricamati ed antichi, oltre ad un messale edito da Grazioso Percacino nel 1563 a Venezia con dedica in latino donati dal principe vescovo di Trento Carlo Emanuele Madruzzo in ricordo del suo soggiorno estivo nella vicina località di San Giuliano.

### Campane
Il campanile possiede 5 campane a sistema ambrosiano in tonalità Mi♭3 (Mi♭3, Fa3, Sol3, La♭3, Si♭3), collocate nel 1922, provenienti dalla fonderia Ottollina di Seregno (MB). Il "Campanon" è dedicato al patrono san Biagio, la "Seconda" è dedicata al compatrono san Giuliano, la "Terza" alla Madonna del Rosario, la "Quarta" alla Sacra Famiglia, la "Quinta" a sant'Antonio Abate e san Rocco.
In cella campanaria è presente una tastiera per eseguire il tradizionale "campanò" i giorni che precedono le sagre e dal 2021 è stato ripristinato il suono manuale con le corde.